# Jakšić (Slawonien)
Jakšić ist eine Gemeinde in der Gespanschaft Požega-Slawonien, Kroatien. Die Einwohnerzahl laut Volkszählung von 2011 beträgt 4058 Einwohner, von denen 93,59 % Kroaten sind. 